# Jonas Vingegaard

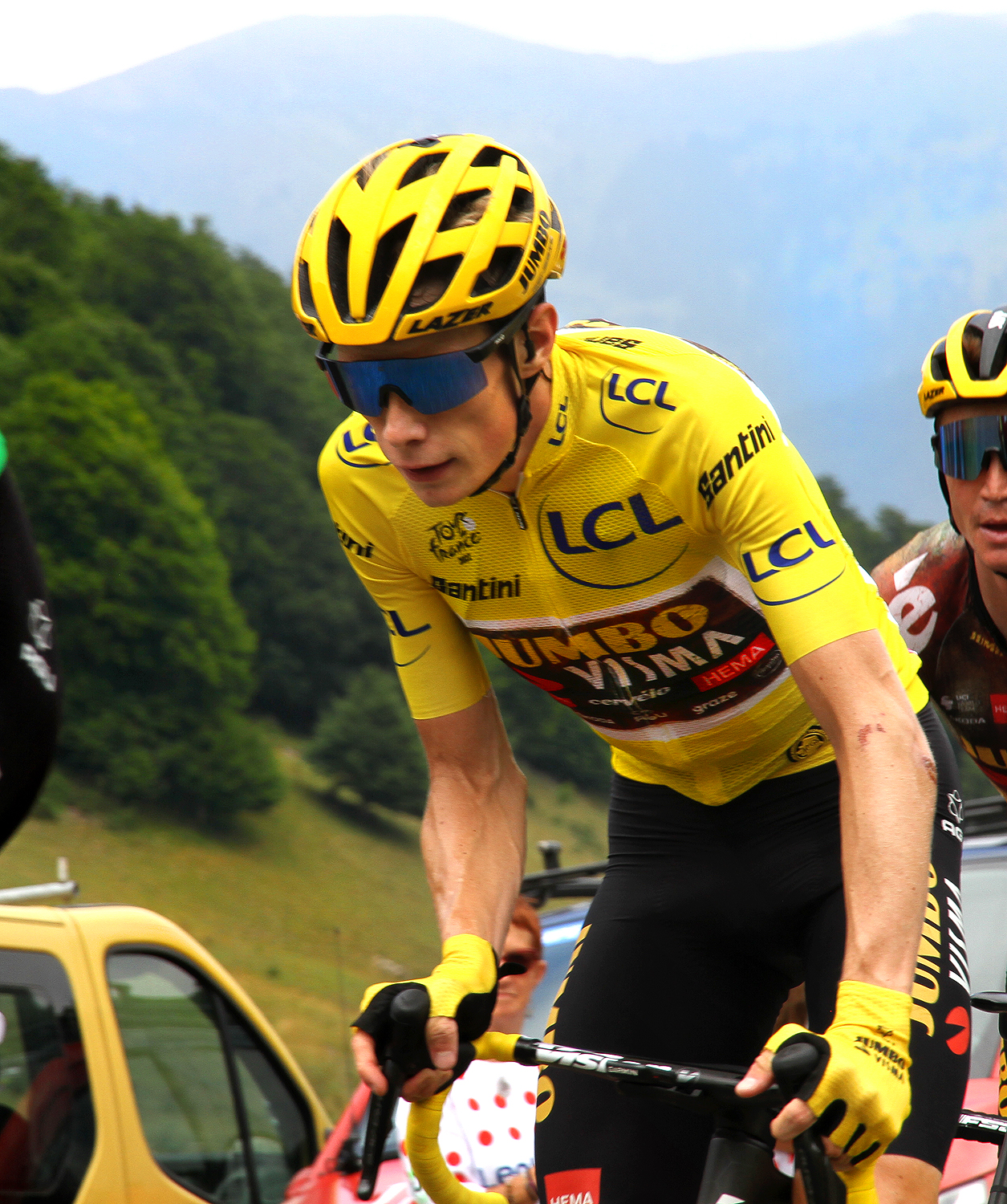
Jonas Vingegaard 2022.

Jonas Vingegaard Rasmussen (Hillerslev, 10 de diciembre de 1996) es un ciclista danés, miembro del equipo Team Visma | Lease a Bike. Ha sido el ganador del Tour de Francia 2022 y 2023.

## Biografía
Vingegaard nació en Hillerslev. Hijo de Karina Vingegaard Rasmussen y Claus Christian Rasmussen, un constructor de instalaciones para cría de salmón quien solía practicar ciclismo unas dos veces por semana llevando a su hijo a las salidas o llegadas de algunas etapas de la Vuelta de Dinamarca.
Estudió primaria en escuela de Hillerslev hasta séptimo grado, estudió octavo y noveno en Tingstrup School en Thisted. 
En agosto de 2012, Vingegaard asistió al décimo grado voluntario en la pista de ciclismo en ISI Idrætsefterskole en Ikast. Posteriormente, se matriculó en el Thisted Handelsgymnasium para la educación secundaria, asistiendo al Programa de Examen Comercial Superior (HHX).
Jonas comenzó su vida deportiva jugando fútbol cuando tenía diez años, pero lo dejó rápidamente por su baja estatura, por lo que siguió en bicicleta. 
Su padre lo inscribió en una prueba del pueblo para correr la distancia más larga posible en 1 minuto, resultando ganador, después ganó en otra competencia para juveniles.
Un año sus padres le regalaron su primera bicicleta de carreras y a los 17 comenzó a correr sin resultados pues el viento le afectaba por su bajo peso y estatura .
Claus hizo un curso en la Federación Danesa de Ciclismo para orientar debidamente a su hijo en aspectos como el entrenamiento, nutrición, psicología, fisiología y demás.
Jonas pasaba los fines semana corriendo con su hermana Michelle.
La familia viajaba de vacaciones a Francia, Jonas se entrenaba con un amigo que viajaba con ellos y seguía las instrucciones de su padre.
Terminó la escuela en 2016 y tuvo que ponerse a trabajar. Primero en un mercado de pescado, donde estuvo trabajando casi un año. Después tuvo una lesión y no pudo trabajar durante un año.
Trabajó todavía en una fábrica de pescado hasta unas pocas semanas antes de fichar por el equipo Visma.
Entre 2016 y 2018 Jonas perteneció al Team ColoQuick allí conoció a Trine Marie Hansen (n. 1987) quien era la directora de marketing del equipo. Después de salir durante algunos años, la pareja se casó en 2019, en Glyngøre. El 8 de septiembre de 2020, Trine dio a luz a su primera hija, una niña llamada Frida Vingegaard.
La suegra de Jonas es Rosa Kildahl Christensen, una influenciadora, quien se hizo conocida a nivel nacional como participante en Den Store Bagedyst en 2017, una competencia de repostería danesa.

## Carrera
En mayo de 2016 se incorporó al equipo continental danés ColoQuick-Cult. En julio, terminó noveno en la contrarreloj del Tour de Sibiu. En septiembre, con 19 años, terminó segundo en el Tour de China I, a cuatro segundos del Italiano Raffaello Bonusi. 
En el año 2017, en abril, fue cuarto y mejor corredor joven en el Tour du Loir-et-Cher. En mayo, confirmó sus capacidades logrando ubicarse entre los 10 mejores en carreras menores de un día del UCI Europe Tour, incluido el segundo puesto en el Gran Premio de Viborg, donde fue superado en la meta por su compatriota Kasper Asgreen. Semanas después sufrió una fractura de fémur en el Tour de los Fiordos, lo que puso fin anticipadamente a su temporada.
En 2018 y luego de su lesión, regresa en el mes de abril a las carreteras. Fue noveno en el Triptyque des Monts et Châteaux, y después quinto y mejor corredor joven en el Tour du Loir-et-Cher. Con la selección danesa sub-23, además, fue quinto en la Carrera de la Paz sub-23, una de las pruebas clave del calendario de la Copa de las Naciones UCI sub-23. En julio, ganó el prólogo del famoso Giro del Valle de Aosta. Al día siguiente, en la primera etapa, sufrió una caída y abandonó en los primeros kilómetros de la etapa debido a una conmoción cerebral. En agosto, ganó la contrarreloj por equipos del Tour del Porvenir con sus compañeros de selección nacional.
A mitad del mes de agosto de 2018, firmó un contrato de dos años con el equipo holandés de categoría World Tour Jumbo-Visma para las temporadas 2019 y 2020.
En 2019 debuta con Jumbo-Visma, donde ejerce como gregario para sus compañeros y donde también tiene libertad para buscar resultados individuales, logra su primera victoria UCI WorldTour en la etapa 6 del Tour de Polonia 2019. Un años después, debuta y completa la Vuelta a España donde ejerció como gregario del ganador de la carrera, Primož Roglič, además de tener una destacada actuación en la ronda ibérica.
En 2021, inicia la temporada en el UAE Tour, donde gana una etapa, luego decide competir en Italia y gana dos etapas más la clasificación general de la Settimana Coppi e Bartali. Compite en la Vuelta al País Vasco, en la que queda en la segunda posición, por detrás de su compañero Primož Roglič. En el Tour de Francia, inicia como gregario de su compañero y uno de los favoritos de la general, Primož Roglič, pero este último sufre algunas caídas y se retira después de correr ocho etapas, dejando a Jonas como único aspirante a la clasificación general del equipo, puesto que al momento del retiro de Roglič, estaba bien ubicado en la clasificación general. Fue segundo en dos etapas con llegada en alto, por detrás del ganador final, el esloveno Tadej Pogačar; y fue tercero en las dos contrarrelojes individuales, en su camino hacia el segundo puesto en la general, convirtiéndose en el segundo corredor danés en lograr un podio en el Tour de Francia.
En 2022, en el Tour de Francia, ganó la etapa 11 y le quitó el maillot de líder a Pogačar; ganó también la etapa 18 y se mantuvo en el primer lugar hasta el final logrando su primer campeonato con más de 3 minutos de diferencia respecto a Pogačar.
En 2023, defendía su título en el Tour de Francia, donde Tadej Pogačar era favorito. En la sexta etapa, Pogačar ganó la etapa pero Vingegaard se hizo con el liderato. La semana final del Tour empezó con Jonas como líder con 10 segundos de ventaja frente a Tadej. En la etapa 16 se corrió una contrarreloj donde el danés obtuvo una victoria imponente a pesar de que el esloveno obtuvo el segundo puesto en la jornada. En las siguientes etapas Vingegaard agrandó la ventaja logrando ser campeón con más de 7 minutos frente a Pogačar.
En 2024 ganó O Gran Camino, más 3 etapas, y la Tirreno‐Adriático, pero sufrió una caída en la cuarta etapa de la Vuelta a País Vasco sufriendo varias fracturas y un neumo-tórax, lo que ponía en duda su participación para el Tour. A pesar de que pudo seguir perfectamente a Pogačar en la segunda etapa del Tour, en la cuarta tras un gran descenso del esloveno Vingegaard se quedó a 45 segundos. Perdió unos segundos con Pogačar en la contrarreloj de la etapa 7 y le ganó la etapa 11 frente a Tadej al esprint. Después quedó segundo detrás de Pogačar en varias etapas, terminando finalmente segundo en el Tour de Francia a más de 6 minutos del esloveno.

## Palmarés
| 2018 - 1 etapa del Giro del Valle de Aosta 2019 - 1 etapa del Tour de Polonia 2021 - 1 etapa del UAE Tour - Settimana Coppi e Bartali, más 2 etapas - 2.º en el Tour de Francia 2022 - La Drôme Classic - 1 etapa del Critérium del Dauphiné - Tour de Francia , más 2 etapas y clasificación de la montaña - 2 etapas de la CRO Race 2023 - O Gran Camiño, más 3 etapas - Vuelta al País Vasco, más 3 etapas - Critérium del Dauphiné, más 2 etapas - Tour de Francia , más 1 etapa - 2.º en la Vuelta a España, más 2 etapas | 2024 - O Gran Camiño, más 3 etapas - Tirreno-Adriático, más 2 etapas - 2.º en el Tour de Francia, más 1 etapa - Tour de Polonia 2025 - Vuelta al Algarve, más 1 etapa - 2.º en el Tour de Francia |

## Resultados

### Grandes Vueltas
| Carrera | Carrera         | 2016 | 2017 | 2018 | 2019 | 2020 | 2021 | 2022 | 2023 | 2024 | 2025 |
| ------- | --------------- | ---- | ---- | ---- | ---- | ---- | ---- | ---- | ---- | ---- | ---- |
|         | Giro de Italia  | —    | —    | —    | —    | —    | —    | —    | —    | —    | —    |
|         | Tour de Francia | —    | —    | —    | —    | —    | 2.º  | 1.º  | 1.º  | 2.º  | 2.º  |
|         | Vuelta a España | —    | —    | —    | —    | 46.º | —    | ―    | 2.º  | —    |      |

### Vueltas menores
| Carrera | Carrera                | 2016 | 2017 | 2018 | 2019 | 2020 | 2021 | 2022 | 2023 | 2024 | 2025 |
| ------- | ---------------------- | ---- | ---- | ---- | ---- | ---- | ---- | ---- | ---- | ---- | ---- |
|         | París-Niza             | —    | —    | —    | —    | —    | —    | —    | 3.º  | —    | Ab.  |
|         | Tirreno-Adriático      | —    | —    | —    | —    | —    | —    | 2.º  | —    | 1.º  | —    |
|         | Vuelta al País Vasco   | —    | —    | —    | 32.º | X    | 2.º  | 6.º  | 1.º  | Ab.  | —    |
|         | Tour de Romandía       | —    | —    | —    | 72.º | X    | —    | —    | —    | —    | —    |
|         | Critérium del Dauphiné | —    | —    | —    | —    | —    | 51.º | 2.º  | 1.º  | —    | 2.º  |
|         | Tour de Polonia        | —    | —    | —    | 26.º | 8.º  | —    | —    | —    | 1.º  | —    |

### Clásicas y Campeonatos
| Carrera                 | Carrera                 | 2016 | 2017 | 2018 | 2019 | 2020 | 2021  | 2022 | 2023 | 2024 | 2025 |
| ----------------------- | ----------------------- | ---- | ---- | ---- | ---- | ---- | ----- | ---- | ---- | ---- | ---- |
| Amstel Gold Race        | Amstel Gold Race        | —    | —    | —    | —    | X    | 115.º | —    | —    | —    | —    |
| Flecha Valona           | Flecha Valona           | —    | —    | —    | —    | 71.º | 84.º  | Ab.  | —    | —    | —    |
|                         | Lieja-Bastoña-Lieja     | —    | —    | —    | —    | 84.º | 28.º  | Ab.  | —    | —    | —    |
| Clásica San Sebastián   | Clásica San Sebastián   | —    | —    | —    | —    | X    | 8.º   | —    | —    | Ab.  | —    |
| Bretagne Classic        | Bretagne Classic        | —    | —    | —    | —    | —    | 61.º  | —    | —    | —    | —    |
| Gran Premio de Quebec   | Gran Premio de Quebec   | —    | —    | —    | 84.º | X    | X     | —    | —    | —    | —    |
| Gran Premio de Montreal | Gran Premio de Montreal | —    | —    | —    | 84.º | X    | X     | —    | —    | —    | —    |
|                         | Giro de Lombardía       | —    | —    | —    | —    | Ab.  | 14.º  | 16.º | —    | —    |      |
| Dinamarca en Ruta       | Dinamarca en Ruta       | Ab.  | —    | 40.º | 26.º | 31.º | —     | —    | —    | —    | —    |
| Dinamarca Contrarreloj  | Dinamarca Contrarreloj  | —    | —    | —    | 22.º | —    | —     | —    | —    | —    | —    |

—: No participa

Ab.: Abandona

X: No se disputó

## Premios y reconocimientos
- Bicicleta de Oro (2023)

## Equipos
- ColoQuick (05.2016-2018)
  - ColoQuick CULT (05.2016-2017)
  - Team ColoQuick (2018)
- Visma (2019-)
  - Team Jumbo-Visma (2019-2023)
  - Team Visma | Lease a Bike (2024-)